# Pelurga chenopodiata
Pelurga chenopodiata là một loài bướm đêm trong họ Geometridae.